# Zastav se, ...a poslouchej
Zastav se, ...a poslouchej – album Heleny Vondráčkovej wydany w 2006 roku przez Universal Music. Ma status platynowej płyty.

## Spis utworów
1. Doufám, že to víš
2. Zastav se, ...a poslouchej
3. Něco si přát
4. Odplouvám za tebou
5. Píseň zázraků
6. Kus nebe
7. Samba
8. Jen pár moří
9. Mám ráda slunce žár
10. Zkus mi vrátit úsměv
11. Kde zůstal máj
12. Svítá
13. Já vítám déšť
14. BONUS: Já vítám déšť - záznam z udílení cen TOM 2006